# Kościół Podwyższenia Krzyża Świętego w Zwoleniu
Kościół Podwyższenia Krzyża Świętego w Zwoleniu – rzymskokatolicki kościół parafialny należący do dekanatu zwoleńskiego diecezji radomskiej.

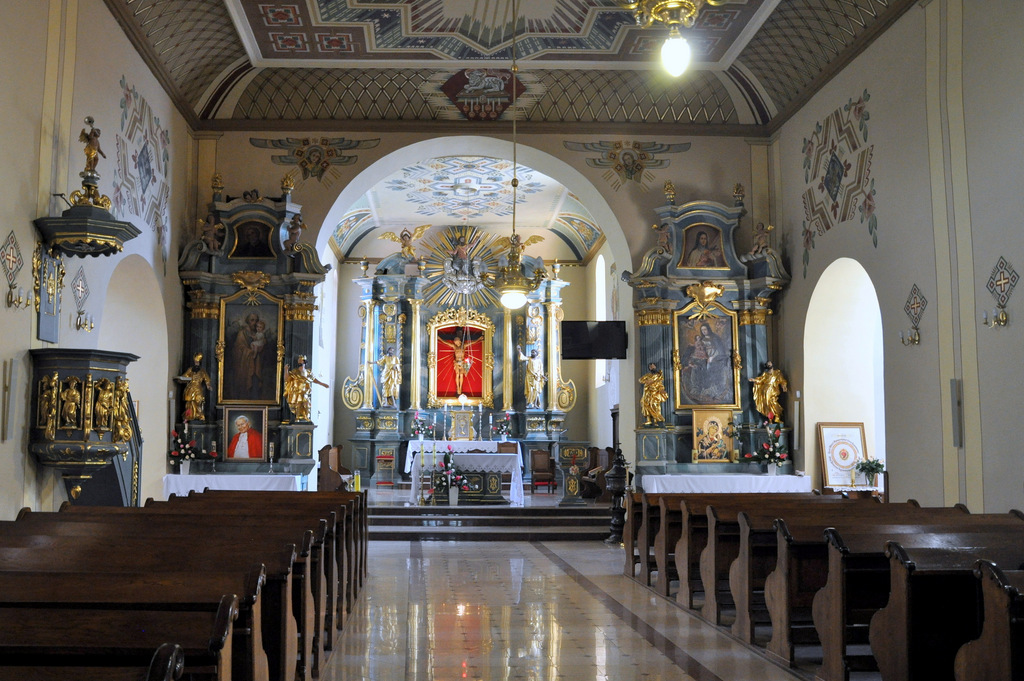
Wnętrze świątyni

Obecna świątynia została wybudowana w kilku etapach. W 1570 roku zostało wzniesione prezbiterium, natomiast w 1595 roku budowla była już poświęcona i objęta królewskim patronatem. Zapewne w tym czasie została wzniesiona także zakrystia. Około 1610 roku wybudowano kaplicę Kochanowskich, natomiast w latach 1620-1630 powstała kaplica Owadowskich. Wewnątrz epitafia, m.in. poety Jana Kochanowskiego. Świątynia uzyskała wtedy formę krzyża łacińskiego. W październiku 1914 roku kościół został zajęty przez wojska niemieckie i przeznaczony na lazaret. W tym czasie żołnierze uszkodzili wyposażenie świątyni. Przed odzyskaniem niepodległości przez Polskę budowla była w złym stanie technicznym, w związku z czym w 1919 roku kozienicki starosta powiatowy nakazał zamknąć świątynię. Remont kościoła rozpoczął się w 1920 roku. W 1927 roku zbudowano nawy boczne połączone z kaplicami Owadowskich i Kochanowskich, a w 1928 roku została wzniesiona wieża. W 1934 roku prace remontowe zostały zakończone. Świątynia przetrwała szczęśliwie II wojnę światową. 20 maja 1979 roku wnętrze świątyni zostało zalane po ugaszeniu pożaru. Po tym zdarzeniu, dzięki ofiarności parafian, budowla została gruntownie wyremontowana.

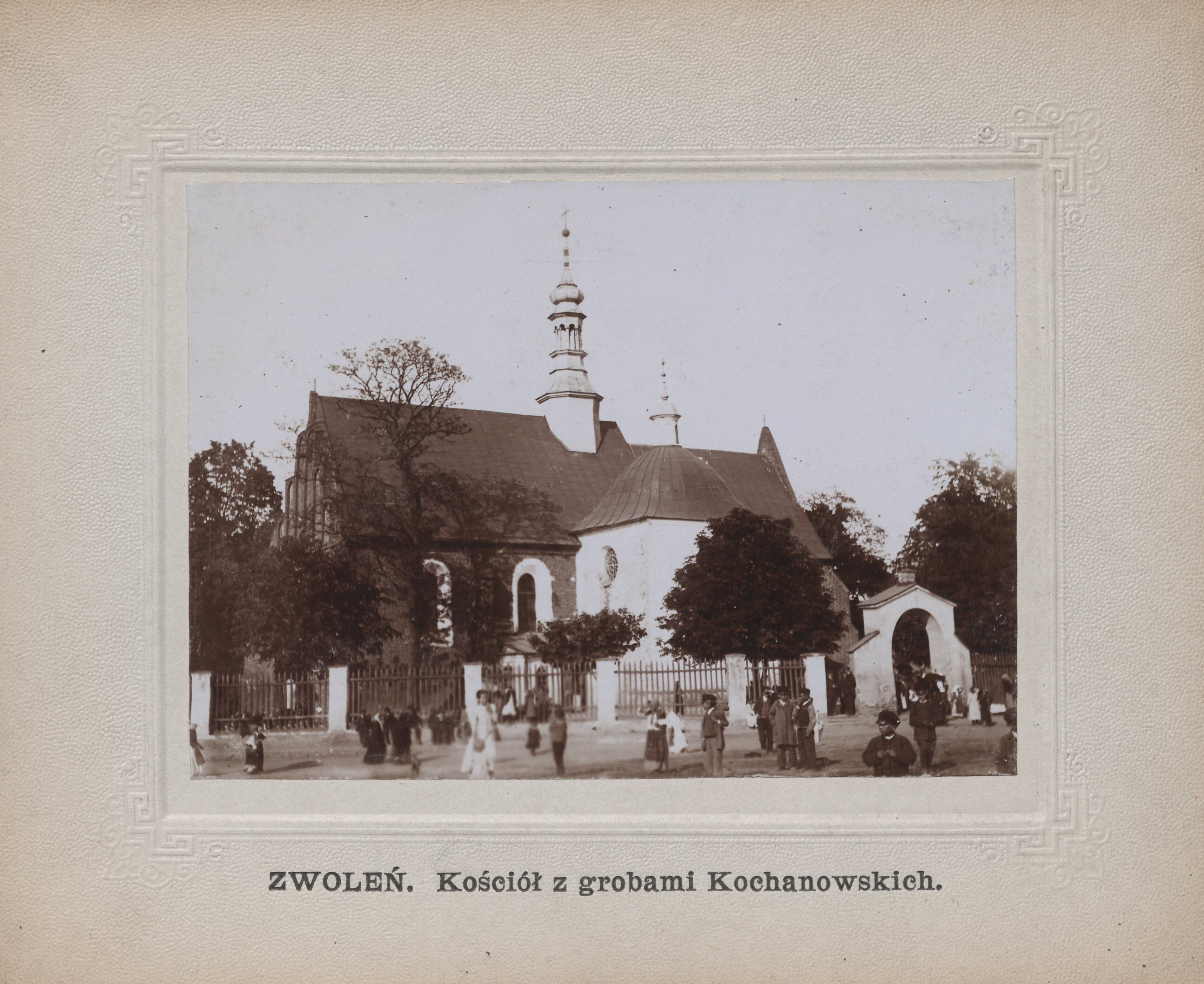
Widok kościoła przed 1904
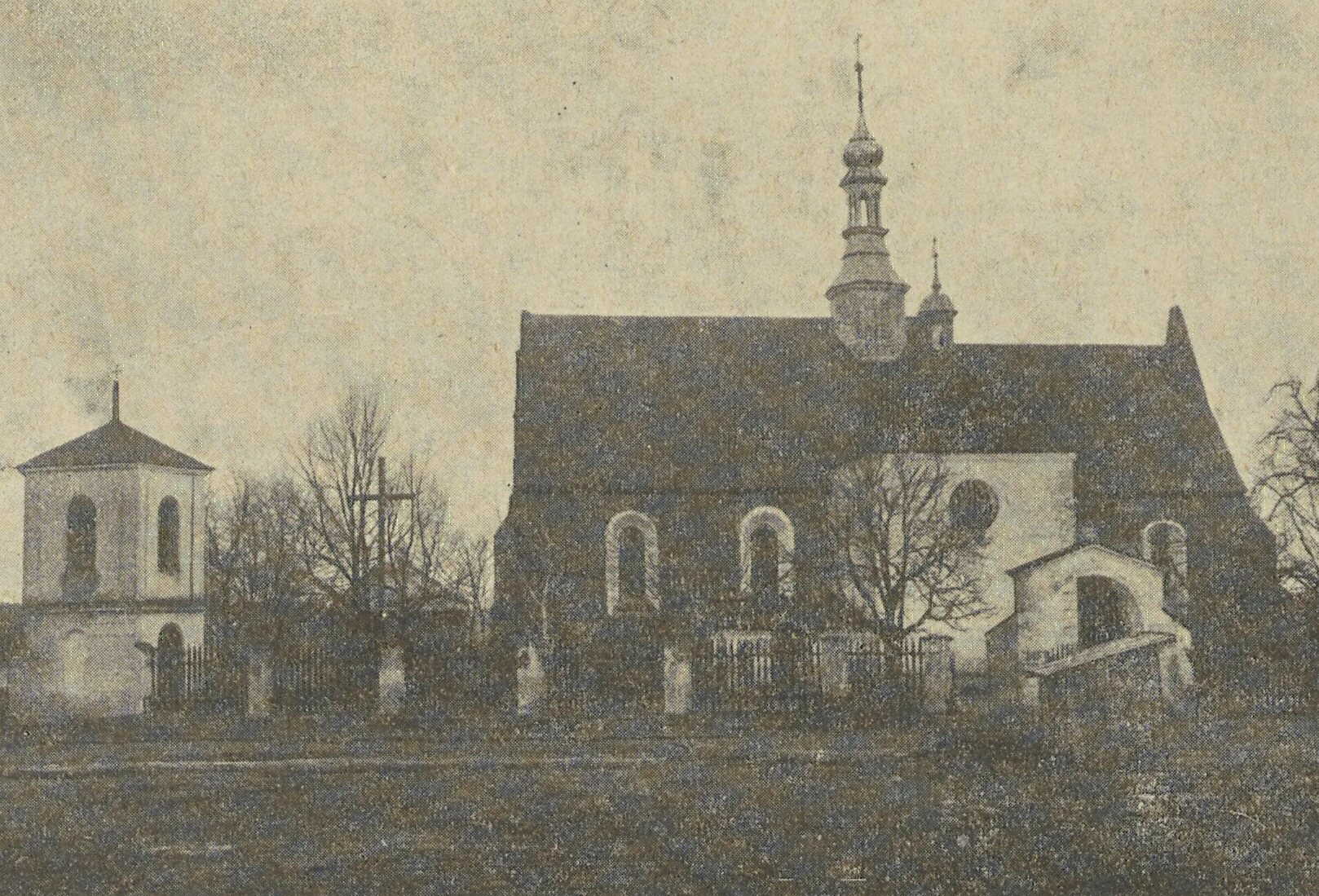
Kościół przed 1913
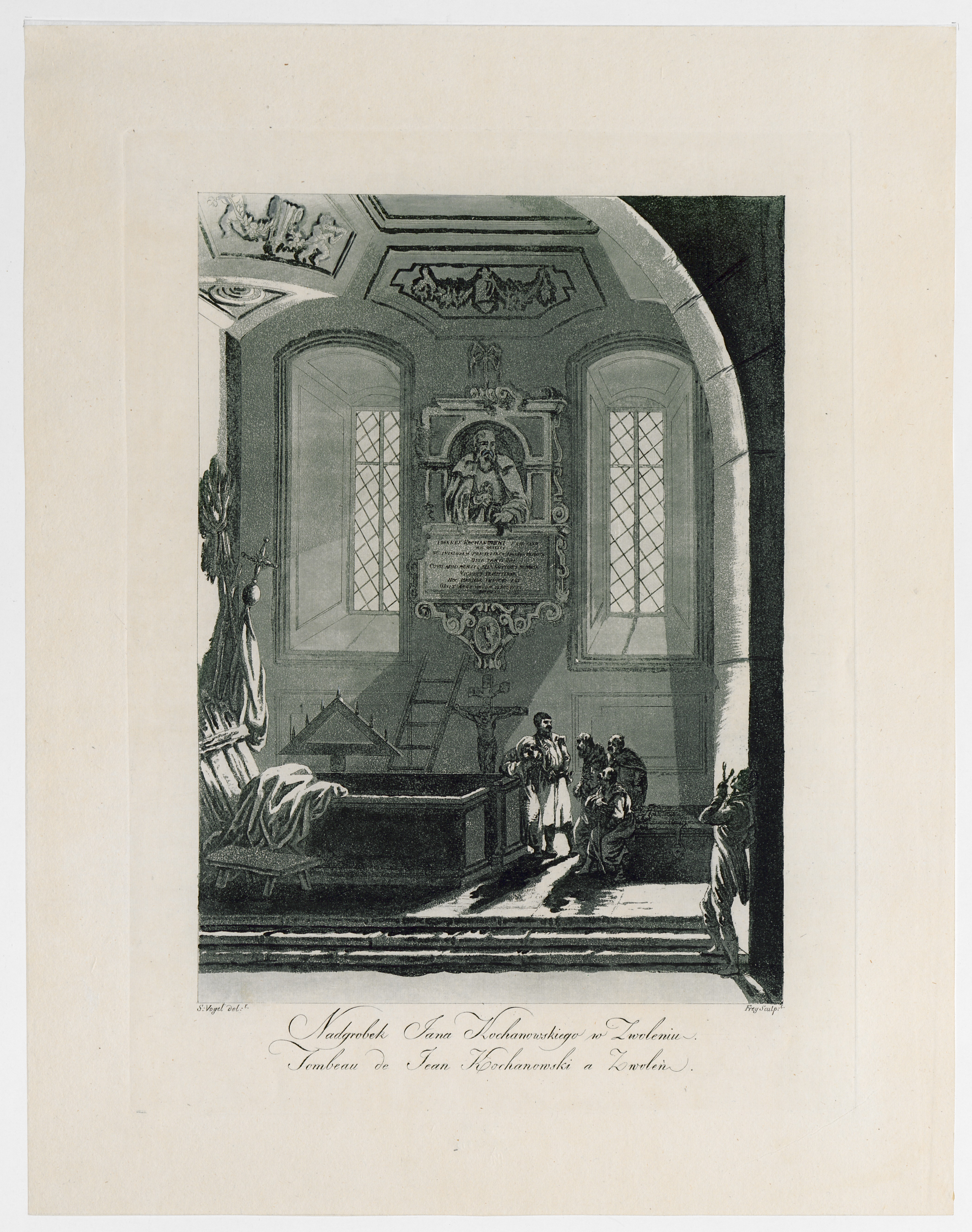
Nagrobek Jana Kochanowskiego około 1806
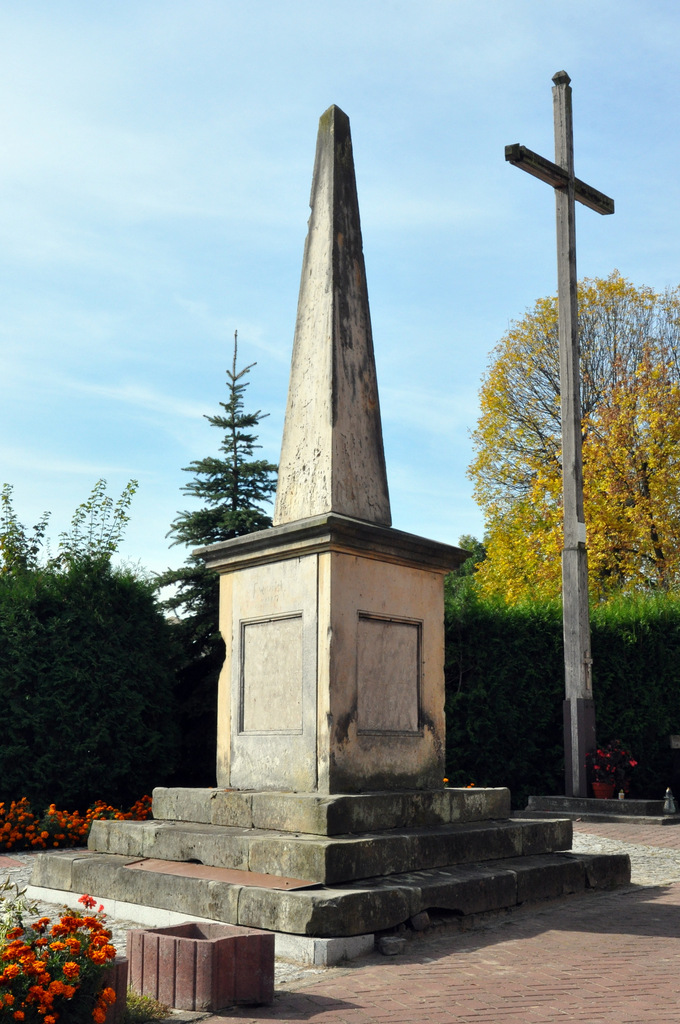
Nagrobek Barbary Burdzickiej